# Хосе Батиста
Хосе Батиста (шп. José Alberto Batista González; 6. март 1962) бивши је уругвајски фудбалер, а након играчке каријере ради као фудбалски тренер.
Најпознатији је по томе што је на Светском првенству 1986. зарадио црвени картон после само 56 секунди, што је рекорд на Светским првенствима, а то се догодило на утакмици против Шкотске.

## Каријера

### Клуб
Рођен је у граду Колонија дел Сакраменто. Батиста је играо за бројне клубове у Уругвају и Аргентини, а каријеру је започео у клубу Серо. Потом се придружио 1983. године Пењаролу из Монтевидеа. Од 1985. играо је за аргентински Депортиво Еспањол, где је провео наредну деценију.
Батиста се кратко вратио у своју земљу 1995. године, играјући за Рампла јуниорс. Последње три године фудбалске каријере провео је у клубовима Гимнасија Хухуј, Депортиво Еспањол и Аргентино де Килмес.

### Репрезентација
Одиграо је укупно 14 утакмица за репрезентацију Уругваја, у периоду између 1984. и 1993. године. Дебитовао је 19. септембра 1984. на пријатељској утакмици са Перуом, у Монтевидеу.
Током квалификација за Светско првенство 1986, Батиста је постигао одлучујући гол за своју репрезентацију у тријумфу од 2:1 над Чилеом, што је његов једини у дресу репрезентације. Дана 13. јуна 1986, на утакмици групне фазе Светског првенства, добио је црвени картон после мање од једног минута игре због грубог старта над Гордоном Страханом из Шкотске. До данас је то најбрже добијени црвени картон икада на Светским првенствима, утакмица се завршила без голова, а Уругвај се на крају пласирао у шеснаестину финала такмичења.